# Mistrovství světa ve fotbale klubů 2005
Mistrovství světa ve fotbale klubů 2005 se hrálo od 11. do 18. prosince 2005 v Japonsku.
Vítězem se stal tým São Paulo FC.

## Kvalifikované týmy
| Tým                               | Konfederace | Způsob kvalifikace                          |
| --------------------------------- | ----------- | ------------------------------------------- |
| Přímo kvalifikováni do semifinále |             |                                             |
| Liverpool FC                      | UEFA        | Vítěz Ligy mistrů UEFA 2004/05              |
| São Paulo FC                      | CONMEBOL    | Vítěz Copa Libertadores 2005                |
| Kvalifikováni do čtvrtfinále      |             |                                             |
| Al-Ahly SC                        | CAF         | Vítěz Ligy mistrů CAF 2005                  |
| Deportivo Saprissa                | CONCACAF    | Vítěz CONCACAF Champions' Cup 2005          |
| Ittihad FC                        | AFC         | Vítěz Ligy mistrů AFC 2005                  |
| Sydney FC                         | OFC         | Vítěz Klubového mistrovství Oceánie 2004/05 |

## Zápasy
Všechny časy jsou místní (UTC+9)

### Čtvrtfinále
| 11. prosince 2005 19:20 |        |            |                                                                                 |
| Ittihad FC              | 1 – 0  | Al-Ahly SC | Olympijský stadion, Tokio diváci: 28 281 rozhodčí: Graham Poll (Velká Británie) |
| Nur 78'                 | Report |            | Olympijský stadion, Tokio diváci: 28 281 rozhodčí: Graham Poll (Velká Británie) |

| 12. prosince 2005 19:20 |        |                    |                                                                          |
| Sydney                  | 0 – 1  | Deportivo Saprissa | Toyota Stadium, Tojota diváci: 28 538 rozhodčí: Toru Kamikawa (Japonsko) |
|                         | Report | Bolaños 47'        | Toyota Stadium, Tojota diváci: 28 538 rozhodčí: Toru Kamikawa (Japonsko) |

### Semifinále
| 14. prosince 2005 19:20   |        |                                          |                                                                         |
| Ittihad FC                | 2 – 3  | São Paulo                                | Olympijský stadion, Tokio diváci: 31 510 rozhodčí: Alain Sars (Francie) |
| Nur 33' Al-Montashari 68' | Report | Amoroso 16', 47' Rogério Ceni 57' (pen.) | Olympijský stadion, Tokio diváci: 31 510 rozhodčí: Alain Sars (Francie) |

| 15. prosince 2005 19:20 |        |                            |                                                                                 |
| Deportivo Saprissa      | 0 – 3  | Liverpool FC               | International Stadium, Jokohama diváci: 43 902 rozhodčí: Carlos Chandia (Chile) |
|                         | Report | Crouch 3', 58' Gerrard 32' | International Stadium, Jokohama diváci: 43 902 rozhodčí: Carlos Chandia (Chile) |

### O 5. místo
| 16. prosince 2005 19:20 |        |                      |                                                                             |
| Al-Ahly SC              | 1 – 2  | Sydney               | Olympijský stadion, Tokio diváci: 15 951 rozhodčí: Toru Kamikawa (Japonsko) |
| Moteab 45'              | Report | Yorke 35' Carney 66' | Olympijský stadion, Tokio diváci: 15 951 rozhodčí: Toru Kamikawa (Japonsko) |

### O 3. místo
| 18. prosince 2005 16:20   |        |                                   |                                                                                   |
| Ittihad FC                | 2 – 3  | Deportivo Saprissa                | International Stadium, Jokohama diváci: 46 453 rozhodčí: Mohamed Guezzaz (Maroko) |
| Kallon 28' Job 53' (pen.) | Report | Saborío 13', 85' (pen.) Gómez 89' | International Stadium, Jokohama diváci: 46 453 rozhodčí: Mohamed Guezzaz (Maroko) |

### Finále
| 18. prosince 2005 19:20 |        |              |                                                                                    |
| São Paulo FC            | 1 – 0  | Liverpool FC | International Stadium, Jokohama diváci: 66 821 rozhodčí: Benito Archundia (Mexiko) |
| Mineiro 27'             | Report |              | International Stadium, Jokohama diváci: 66 821 rozhodčí: Benito Archundia (Mexiko) |

## Vítěz
| Mistrovství světa ve fotbale klubů 2005 São Paulo FC První titul Rogério Ceni , Diego Lugano, Fabão, Edcarlos,Cicinho, Júnior, Mineiro, Josué, Danilo, Aloísio, Márcio Amoroso, Grafite Trenér: Paulo Autuori |